# Qendrim Bajrami
Pour les articles homonymes, voir Bajrami.
 (août 2025).
Motif : ne semble pas remplir les critères généraux ou spécifiques de notoriété
- Archive Wikiwix
- Bing
- Cairn
- DuckDuckGo
- E. Universalis
- Gallica
- Google
- G. Books
- G. News
- G. Scholar
- Persée
- Qwant
- (zh) Baidu
- (ru) Yandex
- (wd) trouver des œuvres sur Wikidata

| 1. | Préciser le motif de la pose du bandeau. | Précisez le motif de la pose du bandeau en utilisant la syntaxe suivante : {{admissibilité à vérifier\|date=août 2025\|motif=remplacez ce texte par le motif}}                       |
| 2. | Informer les utilisateurs concernés.     | Pensez à avertir le créateur de l'article, par exemple, en insérant le code ci-dessous sur sa page de discussion : {{subst:avertissement admissibilité à vérifier\|Qendrim Bajrami}} |

 (septembre 2023).
Qendrim Bajrami, né le 11 décembre 1991 à Monthey en Suisse, est un kick-boxeur.

## Biographie
Né de parents kosovars, Qendrim Bajrami grandit en Suisse et s'intéresse aux sports de combat. À l'âge de 12 ans, il commence le kick-boxing à Martigny après avoir vu le film Ong-bak.

## Palmarès et classements

### Classements[Quand?]
- Classement Mondial : 5e
- 2014 Classement National : 1er[2]

### Palmarès2014
- Strikers League -75kg (2017)[3],[4]
- Champion d'Europe IPCC -75kg (2018 et 2019)[5],[6],[7],[8]
- 2016 : Champion Suisse et Champion MJM[2]
- 2018 et 2019 : Champion d’Europe[2]